# Mattia (apostolo)
Mattia (Giudea, I secolo d.C. – Gerusalemme o Colchide, 80 d.C.) secondo il libro degli Atti degli Apostoli 1,21-22 fu uno dei settanta discepoli di Gesù e rimase con lui dal Battesimo ad opera di Giovanni Battista fino all'Ascensione.
Il greco Matthias (o, in alcuni manoscritti, Maththias) è un nome derivato da Mattathias, in ebraico מתיאס הקדוש ’’Mathiās’’, che significa "Dono di Dio"; non va confuso con Matteo, anch'egli apostolo (e il cui nome ha lo stesso significato).

## Mattia nel Nuovo Testamento
Nel libro degli Atti 1,15-26 si narra che, nei giorni seguenti l'Ascensione, l'apostolo Pietro propose all'assemblea dei fratelli, il cui numero era di centoventi, di scegliere uno tra loro per prendere il posto del traditore Giuda Iscariota nel collegio apostolico. 
Furono proposti due discepoli: Giuseppe, chiamato Barsaba, e Mattia. Fu eseguito un sorteggio che indicò Mattia e che pertanto venne associato agli undici apostoli.

## Mattia negli scritti cristiani antichi
Tutte le ulteriori informazioni concernenti la vita e la morte di Mattia sono vaghe e contraddittorie.
Secondo Niceforo, egli predicò prima in Giudea e poi in Etiopia e quindi fu crocifisso.
La sinossi di Doroteo contiene questa tradizione:
Una tradizione di dubbio valore storico ci tramanda che Mattia avrebbe subito il martirio a Gerusalemme mediante lapidazione dai giudei, e poi decapitato, secondo la tradizione con un'alabarda, che è divenuto suo attributo iconografico.

## Culto

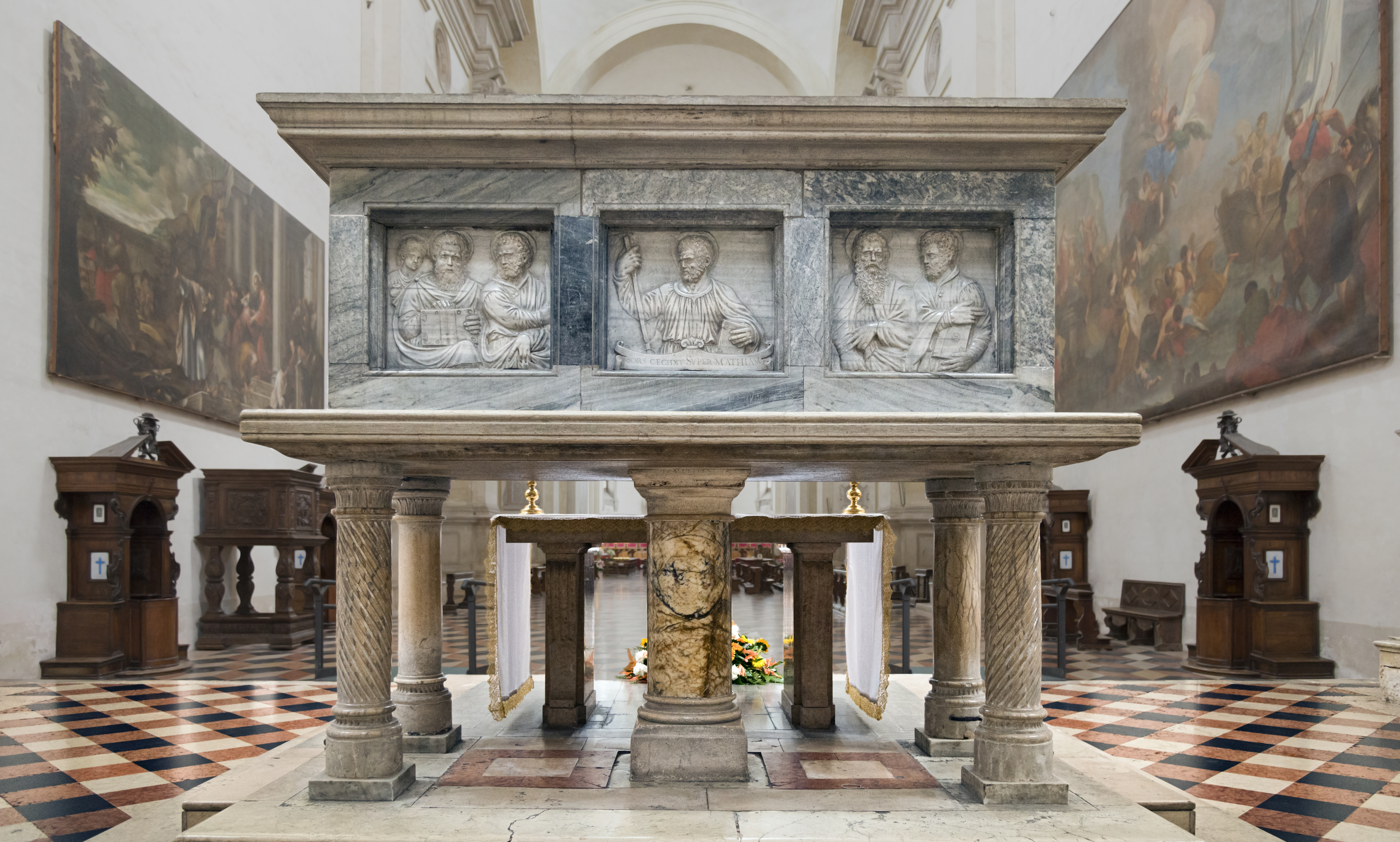
Arca di San Mattia apostolo, basilica di Santa Giustina, Padova

Le reliquie di Mattia sono contenute in un'arca marmorea nel transetto dalla basilica di Santa Giustina a Padova, a poca distanza dall'arca dell'evangelista san Luca.
È stato detto che sant'Elena imperatrice portò le reliquie di san Mattia a Roma, e che una parte di esse furono presso Treviri. Bollandus ritiene che le reliquie che si trovavano in Roma fossero piuttosto quelle di san Mattia o Matteo, che fu vescovo di Gerusalemme circa nell'anno 120, che sembra si siano poi confuse con quelle dell'apostolo.
La Chiesa cattolica celebra la festa di san Mattia il 14 maggio; il calendario della Messa tridentina lo ricorda il 7 febbraio nel Rito Ambrosiano e il 24 febbraio nel Rito Romano, come pure la Chiesa luterana e la Chiesa anglicana; la Chiesa ortodossa e le altre Chiese di tradizione greca il 9 agosto.

## Il vangelo di Mattia
Clemente Alessandrino ricorda una sentenza che i Nicolaiti ascrivono a Mattia: 
(Clemente di Alessandria. Strom., III,4)
Questo insegnamento fu probabilmente trovato nel Vangelo di Mattia che fu ricordato da Origene; 
da Eusebio di Cesarea, che lo attribuisce agli eretici; da san Girolamo, 
e nel decreto di Gelasio (VI,8) che lo dichiara apocrifo. 
Questo è al termine della lista del Codice Barrocianus (206).
Questo vangelo è probabilmente il documento con il quale Clemente d'Alessandria citò parecchi passaggi, sapendo che essi furono presi in prestito dalle tradizioni di Mattia, Paradoesis, la cui testimonianza fu rivendicata dagli eretici Valentino, Marcione e Basilide.
Secondo i Philosophoumena, VII, 20, Basilide riporta discorsi apocrifi, che egli attribuisce a Mattia. 
Questi tre scritti: il vangelo, le tradizioni, e i discorsi apocrifi furono identificati da Zahn, ma Harnack rifiuta questa identità. 
Tischendorf pubblicò dopo Thilo, 1846, Acta Andreae et Matthiae in urbe anthropophagarum, che secondo Lipsius appartengono alla metà del II secolo.
Questi apocrifi riferiscono che Mattia andò tra i cannibali e, essendo stato buttato in prigione, fu consegnato da Andrea; l'intera narrazione è senza valore storico, e negli scritti apocrifi Matteo e Mattia furono qualche volta confusi.

## Ascendenza di Mattia
Secondo la Leggenda Aurea e secondo i più antichi Atti Apocrifi, san Mattia apostolo sarebbe nato a Betlemme (di Giudea) da una nobile famiglia della Tribù di Giuda, la stessa dell'apostolo traditore, di Maria e di Giuseppe.
Tale informazione non è confermata dai quattro Vangeli canonici né dagli Atti degli Apostoli, ma assume un importante rilievo perché assimilerebbe i Dodici Apostoli, chiamati semplicemente Dodici, al Consiglio degli Anziani delle Dodici tribù che governavano insieme ai re-patriarchi di Israele. Al suo interno ognuna delle Dodici Tribù d'Israele aveva diritto ad un proprio rappresentante eletto direttamente da Dio, così come negli altri organismi di governo: i dodici scribi che sovrintendono al primo censimento di Israele e poi dei beni materiali del nemico (Numeri 1:1 e Numeri 31:25-27), i dodici sommi sacerdoti del Tempio di Gerusalemme, i dodici Giudici d'Israele, la successione dei Dodici profeti unti dal Signore insieme ai re Dodici Patriarchi figli di Giacobbe (così chiamati in Atti 7:8) e ai patriarchi precedenti, dal re-patriarca Davide (Atti 2:29) a quelli antidiluviani.

In Matteo 19:28, la successione patriarcale delle Dodici Tribù di Israele fu riconfermata come perennemente valida:
(Mt 19:28)
Tale passo risulta coerente col pieno rilancio dell'intera Legge mosaica in Matteo 5:17-20.
Anche le sedi patriarcali o apostoliche della chiesa primitiva furono censite in numero di dodici.